# Mélyút
Mélyút (más néven Hluboka, Kisluboka ukránul: Глибоке [Hliboke]) település Ukrajnában, Kárpátalján, az Ungvári járásban.

## Fekvése
Ungvártól délkeletre, Hegyfark és Szerednye közt fekvő település. A Korláthelmecnek nevet adó különálló hegy és az északabbra fekvő hegyvidék között, szűk völgyben fekszik.

## Története
A falu a 18. század végén települt. Első írásos említése 1792-ből származuk „Hluboka” néven.
Fényes Elek 1851-ben kiadott geográfiai szótárában így ír a faluról: „Hluboka, orosz-tót falu, Ungh vmegyében, ut. p. Szerednyéhez nyugotra 3/4 órányira: 273 rom., 280 g. kath., 15 zsidó lak. F. u. többen, de Petrovay legtöbbet bír.”
A Hluboka (Hlubokoje, Hloboka, Hlboka) név ruszin eredetű, az 1904-es helységnévrendezés során magyarosították „Mélyút”-ra. A trianoni béke előtt Ung vármegye Szerednyei járásához tartozott. Ekkor Csehszlovákiához csatolták. 1938–44 között visszakerült Magyarországhoz. 1939-ben a Kisluboka nevet kapta, megkülönböztetve a nyitra megyei Lubokától.
1945-ben Szovjetunióhoz csatolták a települést. 1991 óta Ukrajnához tartozik.

## Népesség
1910-ben 528 lakosából 17 magyar, 87 német, 182 szlovák és 241 ruszin anyanyelvű volt; vallását tekintve pedig 192 római katolikus, 244 görögkatolikus és 92 izraelita.
| 1910 | 528 |
| 2001 | 577 |

A népesség anyanyelv szerinti megoszlása a teljes népesség %-ában (2001)